# Canadella

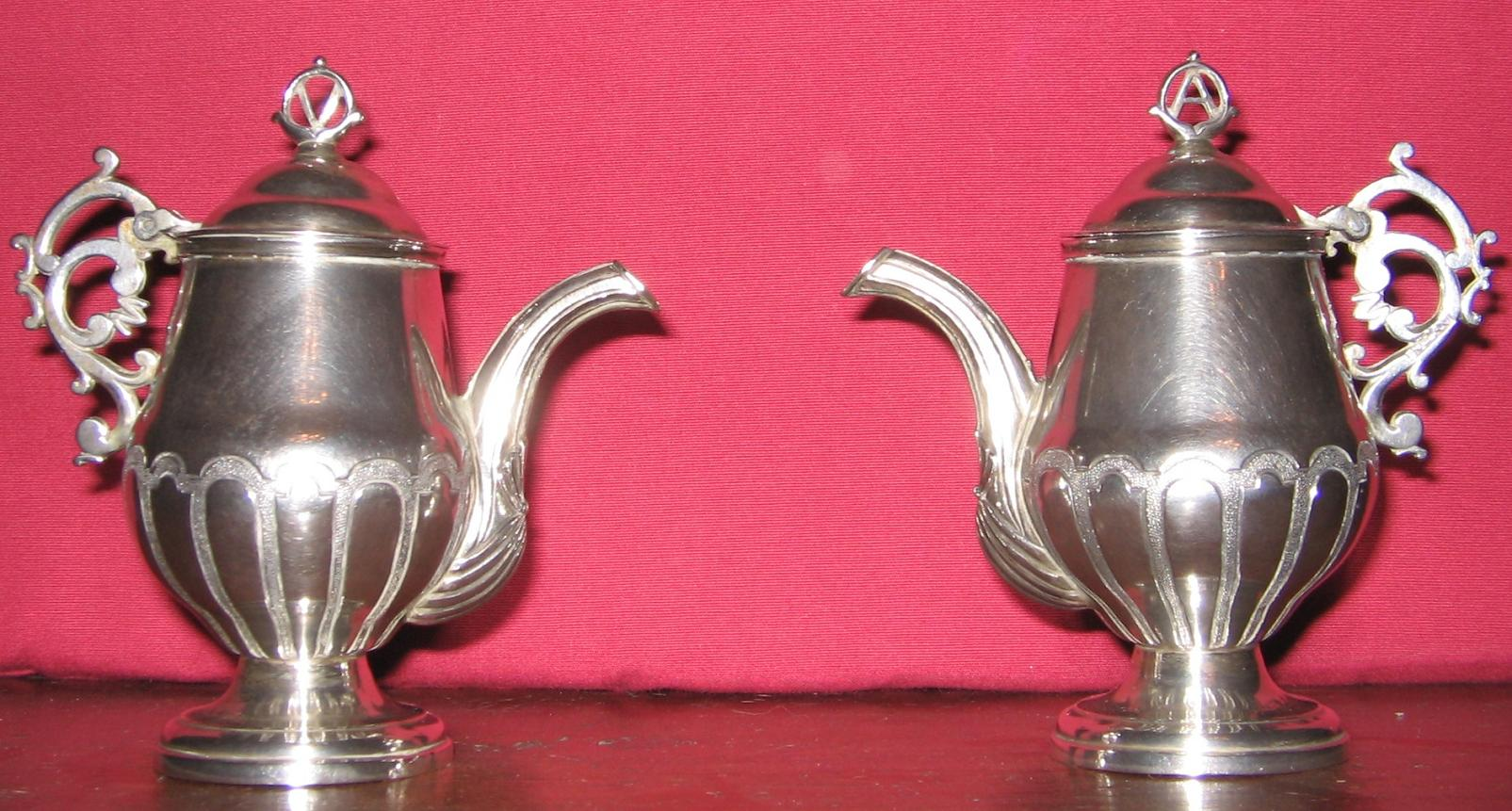
"Setrilleres de missa" a l'església de Sant Pere d'Ayerbe

Una canadella o setrill de missa és una gerra petita utilitzada a la missa per a portar l'aigua o el vi que es fan servir en la consagració. Les canadelles actuals han reemplaçat les antigues àmfores que, amb el nom de hama o àmula servien per a rebre i portar els calzes el vi que els fidels oferien en la missa. Sovint eren boniques gerres de metall decorades amb riquesa. D'altres es feien de vidre o de fang. La forma reduïda de les setrilleres actuals data, si més no, del segle xii.